# Jacopo da Sant'Andrea
Jacopo da Sant'Andrea o Giacomo da Sant'Andrea (... – 1239) è stato un nobiluomo italiano, inserito nel XIII canto dell'Inferno di Dante tra i suicidi e gli scialacquatori.
Figlio di Olderico Fontana da Monselice e di Speronella Dalesmanni, il cognome gli deriva dal possedimento della curia di Sant'Andrea, nel contado Padovano. In un diploma di Federico II del Sacro Romano Impero, indirizzato ai Carraresi, compare come testimone; a detta di Rolandino da Padova, nel 1239 era al seguito del marchese Azzo VII d'Este.
Morì nel 1239 secondo alcuni suicida, per altri ucciso su ordine di Ezzelino III da Romano, per altri ancora nell'ospedale di Ferrara ridotto in povertà.

## Il contenzioso con Sant'Ilario
Le sue proprietà si sovrapponevano territorialmente a quelle dell'Abbazia di Sant'Ilario così, in un atto notarile del 1215, risulta che Jacopo sottoscrisse una transazione con i frati benedettini a seguito di un contenzioso. Dal documento risulta che, in cambio di un canone di "10 lire e 5 libre di incenso all'anno", Jacopo cedeva la giurisdizione e diritti su pascoli, tagli d'erba e animali da cortile. Perdeva inoltre i diritti di alloggio per sé e per la sua corte a spese degli abitanti, in particolare sulle località di Aurilia, Arzere, Boltene, Oriago, Borbiago, Pianiga, Trescevoli (attualmente località del comune di Mira), Pladano, Vigna, Pionca (Vigonza) e Vetrego (Mirano). 

## La questione della curia di Sant'Andrea
Nel 1216 fu protagonista di un'altra complessa questione patrimoniale. In quell'anno aveva venduto la curia di Sant'Andrea a Giacomo da Camposampiero, il cui padre, Tiso VI, era stato suo mallevadore per un debito contratto nel 1212 con il vescovo e l'arciprete di Padova. 
Jacopo tentò in tutti i modi di rientrare in possesso del feudo: dapprima (1230), alleatosi ad altri magnati padovani, cercò di attentare alla vita di Tiso, fallendo; quindi (1232) si accordò con Jacopo Corrado, vescovo di Padova, perché ricorresse alle vie legali adducendo che la curia di sant'Andrea era stata alienata indebitamente, essendo essa un feudo del vescovado. 
La questione si protrasse anche dopo la morte di Tiso (1234): nel 1236 i giudici davano ragione ai Camposampiero, ma il vescovo non accettò la sentenza e si rivolse a Federico II, il quale a sua volta delegò la causa di appello ad Ezzelino da Romano (peraltro acerrimo nemico dei Camposampiero). Non è chiaro come si risolse la sentenza; esiste tuttavia un documento non datato con il quale Tiso VII, figlio di Tiso VI, vendeva la curia - evidentemente ancora in suo possesso - a Olderico Cattaneo di Tergola.

## Nell'Infernodi Dante

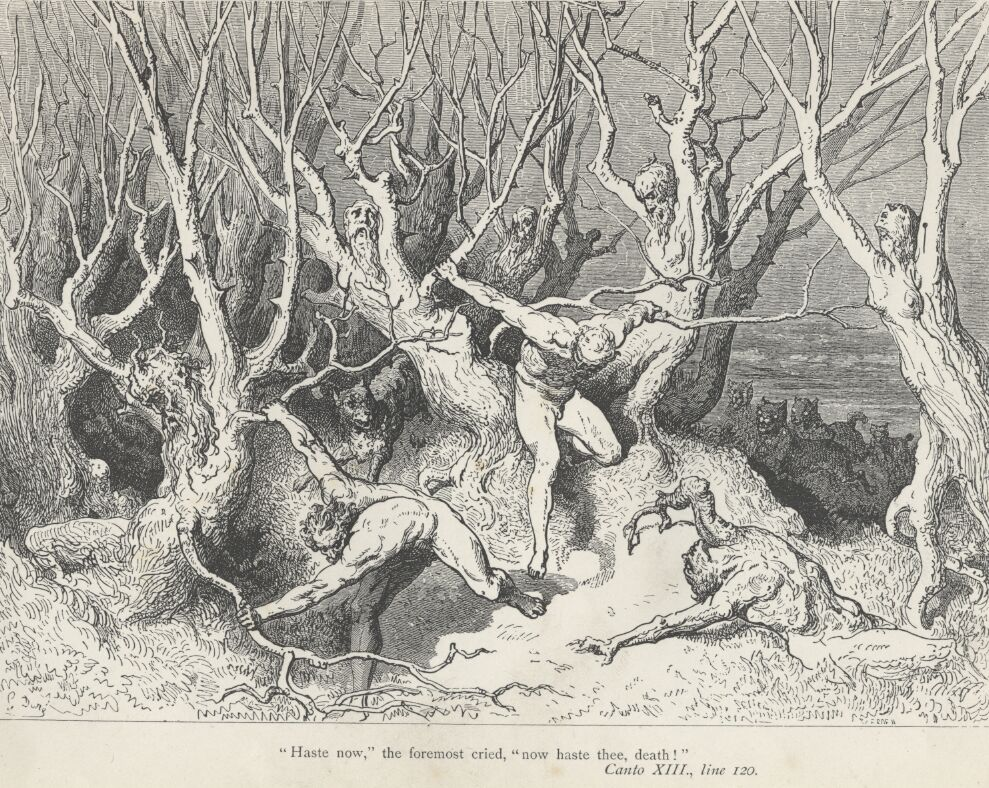
La fuga di Lano da Siena e Jacopo da Sant'Andrea nella selva dei suicidi in un'incisione di Gustave Doré.

La prodigalità di Jacopo era ancora molto nota ai tempi di Dante. I suoi commentatori riferiscono numerosi aneddoti legati alla sua tendenza allo sperpero: per esempio, durante una gita in barca sul Brenta Jacopo si divertì a svuotare nell'acqua una borsa piena di monete; in altra occasione, fece incendiare la propria villa per il solo desiderio di vedere un grande fuoco.
Nella selva dei suicidi, Jacopo fugge con Lano da Siena incalzato da nere cagne. Mancandogli il fiato, cerca riparo in un cespuglio, ma viene raggiunto dalle fiere e sbranato. L'arbusto stesso - che è in realtà un suicida fiorentino - è gravemente danneggiato e, nel suo lamento, identifica lo scialacquatore: 
(Dante Alighieri - Inferno, Canto XIII, vv. 133-135)